# Las Bela
Las Bela fou un estat tributari protegit al Balutxistan, Pakistan. La capital era Bela. La població el 1901 era de 56.109 habitants i el 1931 s'estimava en 63.000. A nivell arqueològic destaquen les capelles d'Hinglaj i Shah Bilawal, les coves de Gondrani, possiblement d'origen budista; i les tombes ornamentades a Hinidan entre altres llocs. La població del districte el 1961 era de 90.826 habitants dels quals 3.139 vivien a la ciutat.

## Geografia
Limitava al nord amb la divisió de Jhalawan del kanat de Kalat; al sud, amb la mar d'Aràbia; a l'est amb les muntanyer Kirthar que el separaven de Sind; i a l'oest amb les muntanyes Hala, derivació de la serralada de Pab. La part oriental era muntanyosa i la resta en general plana excepte les muntanyes Khude o Khudo i la serra de Mor a l'oest cap a Makran; l'estat tenia costa a la part occidental. Els rius principals eren el Porali i el Har, i altres eren el Windar, Kharrari, Phor i Hingol. La costa anava entre la boca del Hab cap a l'oest per 400 km. L'únic llac a considerar és el Siranda i cal esmentar la llacuna de Miani Hor.
La llengua habitual era el jadgali, emparentada amb el sindi; també es parlava el balutxi. La majoria d'habitants eren musulmans, però hi havia zikris i ismaïlites khoja. El nombre de gadres (de pell negra i possible origen africà) era de quasi 8000. Les tribus principals eren els jamots, runjhes i angàries (que amb els sabres, gungues, burres, achres, dodes i mandres formaven els múmries).

## Administració
Administrativista estava dividit en set niabats: Welpat, Uthal, Sheh-Liari, Miani, Hab, Kanrach i Ormara.
Els Levy Tracts a la vall d'Hab tenien administració especial. Hi havia 139 pobles i la capital Bela. Les principals poblacions eren Sonmiani, Uthal, Liari i Ormara.
Una policia militar de 104 panjabis a les ordes del wazir es va crear el 1897. L'exèrcit estava format el 1900 per 212 infants, 36 cavallers i 5 canons. Els governadors provincials (naibs) tenien 61 reclutes locales coneguts com a sipais fasli sepoys. També hi havia 12 chaukidars o policies rurals. El servei als Levy Tracts estava format per 5 oficials, 35 infants, 16 cavallers i 5 administradors. L'única presó era Bela amb capacitat per 70 presoners.
Va emetre alguns segells de diversos tipus (court fee i recepit) el 1890.

Bandera

La bandera era rectangular (1:2) amb quatre franges verd, vermell, negre i blanc; al vol de les dues franges superiors hi havia mitja lluna y estrella en blanc.
L'estendard reial era idèntic però sense la mitja lluna i estrella; ocupant les dues franges centrals hi havia un disc blanc dins el qual l'emblema-escut de l'estat, també circular, de color verd amb les figures i lletres blanques.

### Llista de jams
- Ali Khan I (Kathuria) 1742 - 1765
- Ghulam Shah 1765 - 1776
- Mir Khan I 1776 - 1818
- Ali Khan II 1818 - 1830
- Mir Khan II 1830 - 1869
- Ali Khan III 1869 - 1877
- Mir Khan II (segona vegada) 1877 - 1888
- Ali Khan III (segona vegada) 1888 - 1896
- Kamal Khan 1896 - 1921
- Ghulam Muhammad Khan 1921 - 1937
- Ghulam Kadir Khan 1937 - 14 d'octubre de 1955

## Història
Se sap que al segle VII governava la zona un rei budista; tot seguit el país fou atacat pel general àrab Muhammad ibn Kasim, i durant els anys següents l'islam va substituir al budisme però els fets locals són desconeguts. Se suposa que els caps tribals gujars, runjhes, gungues i burfats van exercir un domini semiindependent fins que el 1742 es va imposar amb el suport del kan brahui de Kalat Mahabat Khan, la família Aliani de la tribú àrab Jamot suposats descendent dels quraixita Abdul Manauf, que van formar la moderna dinastia de sobirans (jams) Alianis Jamots que va regnar fins al 1955.
En endavant Kalat va percebre la meitat dels impostos de Las Bela i va tenir una mena de supremacia sobre aquest estat. A vegades un contingent de soldats de Kalat es va establir a Las Bela. El 1810 Pottinger va passar per Las Bela i la va descriure com a considerablement pròspera sota el jam Mir Khan I (176-1828) i que hi vivia una colònia de prop de 300 famílies de comerciants hindús. Sota aquest jam va esclatar un conflicte pel port de Gwadar que havia estat cedit a un sultà d'Oman el 1784 per Mir Nasir Khan de Kalat i que Mir Khan I de Las Bela va ocupar en un moment (any indeterminat), de manera temporal. La frontera al nord, per la part de Jhalawan, va restar molt de temps sende delimitar. El més important dels jams de Las Bela fou Mir Khan II (1830-1869) que va pujar al tron encara infant i fou aliat dels caps (sardars) brahuis de Jhalawan i al kan de Kharan en tres revoltes contra el seu sogre Mir Khudadad Khan, el kan de Kalat, entre 1865 i 1869, però el 1869 va haver de fugir cap a territori britànic. El 1876 el seu fill Ali Khan III, va reconèixer la sobirania de Kalat en ocasió de l'arranjament general organitzat a Mastung per Sir Robert Sandeman. El 1877 Mir Khan II fou restaurat en el tron, però aviat es va enfrontar al seu fill fins que aquest fou exiliat a Quetta el 1866; Mir Khan va morir el 1888. Els britànics van designar un wazir (ministre) per servir al seu successor Ali Khan III, nomenat kan el 1889 fins a la seva mort el 1896. Els seus fills es van disputar la successió i el nou kan Mir Kamal Khan no va rebre plens poder fins al 1902.
L'estat va accedir al Pakistan el 1947 i va signar el tractat d'accessió el 1948; el 1952 formà part de la Unió d'Estats del Balutxistan. Fou annexionat per Pakistan el 14 d'octubre de 1955 violant els acords d'accessió. las Bela va esdevenir un districte de la divisió de Kalat a la província del Balutxistan Occidental; el 1960 el districte fou agregat a la divisió de Karachi.